# Ванчский язык
Ва́нчский язы́к, или старованджский язык, также пишется как ванчи и ванджи — мёртвый иранский язык. На нём говорили в долине реки Ванч на территории нынешней Горно-Бадахшанской автономной области Таджикистана.
К концу XIX века ванчский язык полностью исчез и был вытеснен таджикским языком. Этнографам в начале XX века удалось записать лишь несколько десятков слов этого языка.

## Документация
Русский лингвист Иван Иванович Зарубин был первым, кто оценил этот язык в начале XX века, к тому времени он уже вымер. Зарубину удалось собрать только слова и фразы, которые, по воспоминаниям пожилых жителей региона, произносились их бабушками и дедушками, которые всё ещё кое-что знали об этом языке.